# Laminát

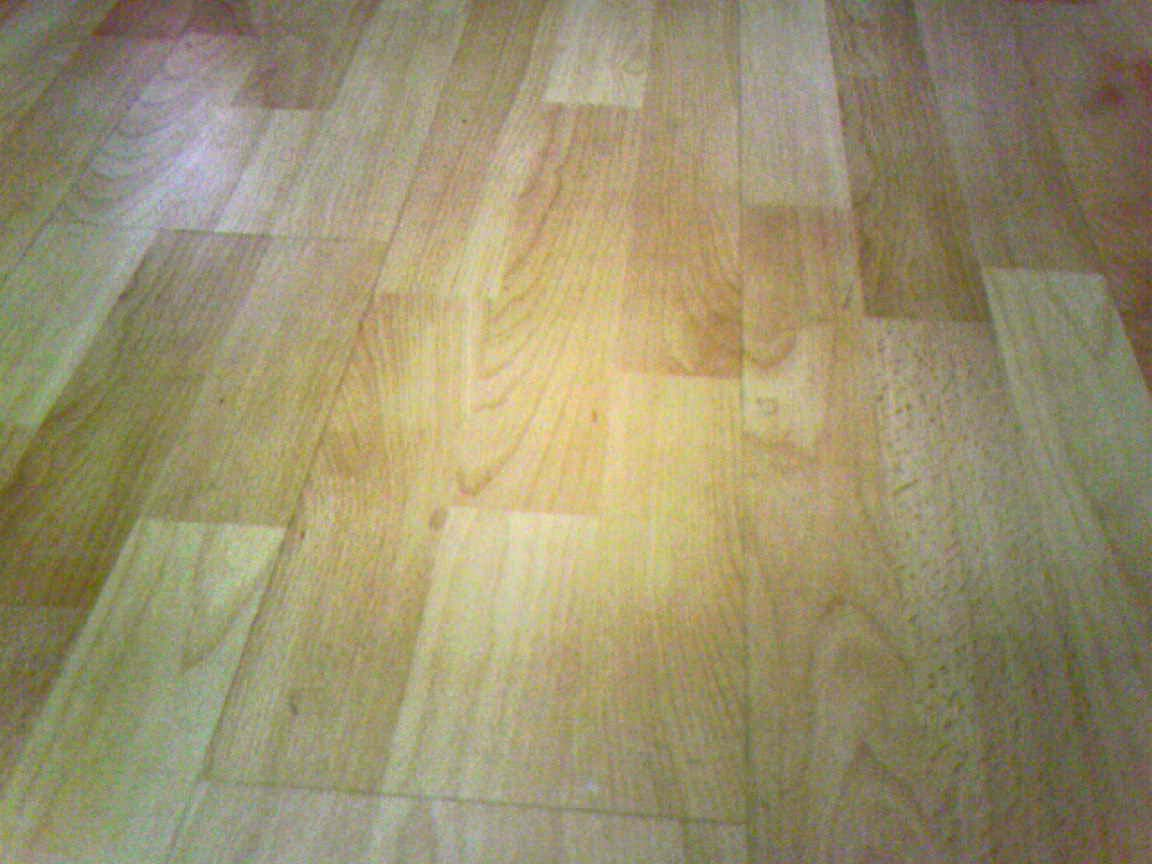
Laminovaná podlaha

Laminát (z lat. lamina, vrstva) je druh kompozitního materiálu, který tvoří několik vrstev ze stejného nebo různého materiálu, impregnovaných a slepených vhodnou pryskyřicí nebo jiným pojivem. Vyrábí se často lisováním za vyšších teplot, tento proces se nazývá laminování.

## Účel
Vrstvením materiálů lze zlepšovat jeho vlastnosti, případně kombinovat žádoucí vlastnosti různých materiálů. Běžná překližka, kde se vrstvy dýhy kladou napříč a případně kryjí dýhou z ušlechtilého dřeva, nepraská po letech a má lepší pevnost ve všech směrech. Laminátová podlaha kombinuje mechanickou pevnost a izolační vlastnosti podkladu s odolností a pěkným vzhledem povrchové vrstvy. Laminátové desky a výrobky se skleněnými nebo uhlíkovými vlákny spojují pevnost vláken či tkaniny s neprodyšnosti tvrzených pryskyřic. Čelní skla automobilů a letadel se skládají ze dvou povrchových vrstev skla s vlepenou silnou fólií z umělé hmoty, která brání tříštění skla a zvyšuje jeho neprůstřelnost.

## Druhy laminátů
- Celolaminát je tkanina ze skleněných, kevlarových nebo uhlíkových vláken, napuštěná pryskyřicí a vytvrzená. Může se vyrábět lisováním v deskách nebo "mokrým" laminováním na formu libovolného tvaru (sportovní lodi, části vozidel a letadel, nádoby, židle atd.)
- CPL (Continuous Pressure Laminate) jsou desky o tloušťce 0,2-0,6 mm, vyráběné kontinuálním válcováním při zvýšené teplotě, což urychluje tvrzení pryskyřice. Skládají se z papírového podkladu, dekorativní vrstvy a povrchové fólie. Výrobky typu CPL nejsou popsané žádnou závaznou normou.
- HPL (High Pressure Laminate) se vyrábějí ve stacionárních lisech při vysokém tlaku a teplotě a jsou několikrát odolnější než CPL. Na vrstvy podkladového kraftového papíru je umístěn dekorační papír a následně krycí povrchová vrstva (overlay), která zajišťuje odolnost povrchu. Vyrábějí se ve tloušťkách od 0,6-1,8 mm, lisovací cyklus trvá přibližně 80 minut. Výrobky typu HPL se vyrábějí dle normy: "ČSN EN 438 - Vysokotlaké dekorativní lamináty (HPL) - Desky na bázi reaktoplastů" a musejí splňovat touto normou popisované vlastnosti.
- Lamino desky (DTDL, LTD) jsou dřevotřískové desky s nalisovaným papírem, impregnovaným melaminovou pryskyřicí. Povrch těchto desek vykazuje velmi nízkou odolnost proti jakémukoli poškození tepelnému, mechanickému popřípadě proti chemikáliím. Vyrábějí se v tloušťkách např. 10, 18, 25,…mm a používají jako nejlevnější materiál na výrobu nábytku a interiérů. Tento materiál je vhodné používat výhradně na nábytek a interiéry s rychlejší obměnou. Např. pro výstavnictví, kulisy, reklamu, ale i vybavení hotelů, kde je plánována 2 – 3letá obměna inventáře apod.
- Vstřikovací laminát je lisovací hmota, obsahující krátká skleněná nebo jiná vlákna. Používá se pro mechanicky zvlášť namáhané součásti a vstřikuje se za tepla do forem stejně jako běžné termoplasty.
- Důležité papírové doklady (průkazky, pasy, karty atd.) se chrání proti opotřebení i padělání tak, že se zalaminují ("zažehlí") mezi dvě fólie z průhledné umělé hmoty, a to za studena nebo ve zvláštním zařízení za tepla.
- Laminovaná ocel (např. damascénská) vzniká přikováním tenké vrstvy ušlechtilé oceli na jádro z běžné oceli, takže čepel není křehká.

## Pryskyřice
- Polyesterové pryskyřice jsou poměrně levné a rychle tvrdnou, mají po vytvrzení velmi dobré mechanické vlastnosti, bývají však také křehké.
- Vinylesterové pryskyřice jsou dražší, mají rovněž dobré vlastnosti a jsou méně křehké.
- Epoxidové pryskyřice jsou drahé a pomalu tvrdnou, hodí se však pro ruční laminování do formy nebo "na kopyto".
- Fenolové pryskyřice odolávají vysokým teplotám.

## Použití
Lamináty jsou pevné, odolné a dobře se tvarují, takže mají velmi široké použití, například jako podlahový a dekorační materiál, ve výrobě letadel a vozidel, nábytku, sportovního náčiní (lodi, lyže, tyče, luky atd.), ve výrobě plošných spojů atd.